# Karl Otto von Raumer
Karl Otto von Raumer (* 17. September 1805 in Stargard in Pommern; † 6. August 1859 in Berlin) war ein preußischer Staatsmann.

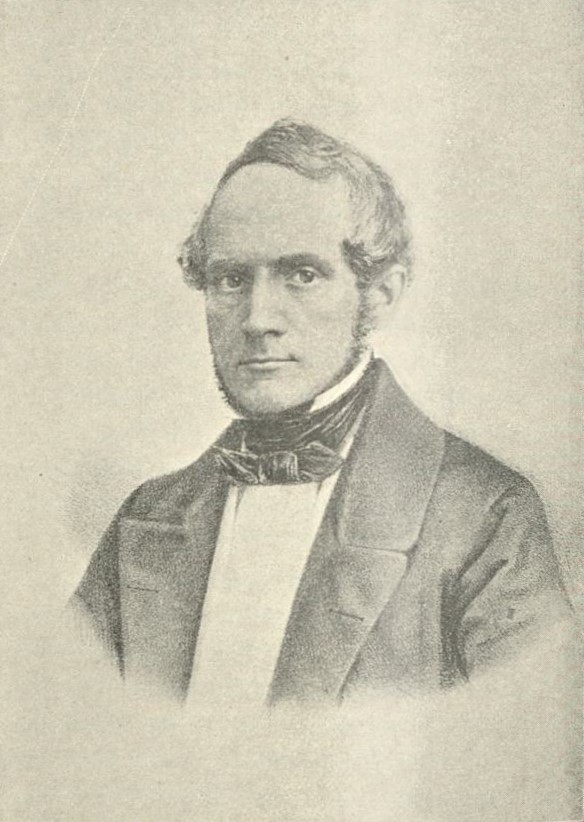
Karl Otto von Raumer

## Herkunft
Von Raumer war ein Nachkomme aus der alten bayerischen und ab dem 17. Jahrhundert sächsischen Adelsfamilie von Raumer. Seine Eltern waren der preußische Generalmajor Karl Heinrich Friedrich von Raumer (1757–1831) und dessen Ehefrau Albertine von Tschirschky (1768–1838), Tochter des preußischen Generalmajors Carl Wilhelm von Tschirschky.

## Leben und Wirken
Er besuchte das Gymnasium in Stettin und studierte anschließend Rechtswissenschaften an der Universität Göttingen und der Friedrich-Wilhelms-Universität zu Berlin. Anschließend wurde er ab 1831 zunächst als Assessor und ab 1834 als Regierungsrat zunächst in Posen und 1838 in Frankfurt (Oder) übernommen. Im Jahr 1840 wurde Raumer als Hilfsarbeiter in das Finanzministerium berufen, wo man ihn noch im gleichen Jahr zum Geheimen Finanzrat beförderte. Ein Jahr später folgte die Ernennung zum Geheimen Regierungsrat im Innenministerium, 1843 zum Regierungsvizepräsident der Bezirksregierung Königsberg, 1845 als Regierungspräsident der Bezirksregierung Köln und in gleicher Position 1848 der Bezirksregierung Frankfurt an der Oder. Am 19. Dezember 1850 berief ihn das Kabinett Otto Theodor von Manteuffel als Kultusminister in das Preußische Ministerium der geistlichen-, Unterrichts- und Medizinalangelegenheiten, welches er bis zu Manteuffels Entlassung im November 1858 leitete. Zwischenzeitlich gehörte er in den Jahren 1850 bis 1852 noch der Ersten Kammer des preußischen Parlaments sowie anschließend als fraktionsloses Mitglied dem Preußischen Abgeordnetenhaus an.
Karl Otto von Raumer war ein Hauptvertreter der orthodox-monarchistischen Reaktion und gehörte mit seiner Politik zum verlängerten Arm der Kamarilla, ein inoffizieller aber einflussreicher Beraterkreis um den König. Unter seinen verschiedenen unpopulären Maßregeln fanden den heftigsten Widerspruch die 1854 erschienenen so genannten (Stiehlschen) „Regulative“. Das christlich-kirchliche Element sollte zum Fundament der Volksschule gemacht und den Zöglingen der Seminare selbst die Beschäftigung mit den deutschen Klassikern versagt werden. Andererseits führten sie zu einer Begrenzung und Vereinfachung des Lehrstoffs, was übersehen wurde. Bereits zwei Jahre zuvor erntete er Kritik für seine „Raumerschen Erlasse“, in denen er, selbst aus einer traditionellen evangelisch geprägten Familie abstammend, die Geistlichkeit, insbesondere die katholische, stärker unter staatliche Kontrolle bringen wollte. In der Folge kam es dadurch zu einer politischen Beeinflussung der Landtagswahlen 1852 sowie – angeregt durch August Reichensperger – zur Bildung der katholischen Fraktion im Preußischen Abgeordnetenhaus. Dies führte schließlich zu einer zwar nicht förmlichen, aber in der Sache dienlichen Rücknahme dieser Erlasse. 1851 veranlasste er federführend das Verbot der Fröbelschen Kindergärten. Dies führte durch die Abwanderung vieler Anhänger Fröbels allerdings zum Siegeszug der Kindergartenidee in vielen Teilen der Welt.
Für seine staatsmännischen Verdienste wurde von Raumer mit dem Roten Adlerorden 1. Klasse ausgezeichnet.

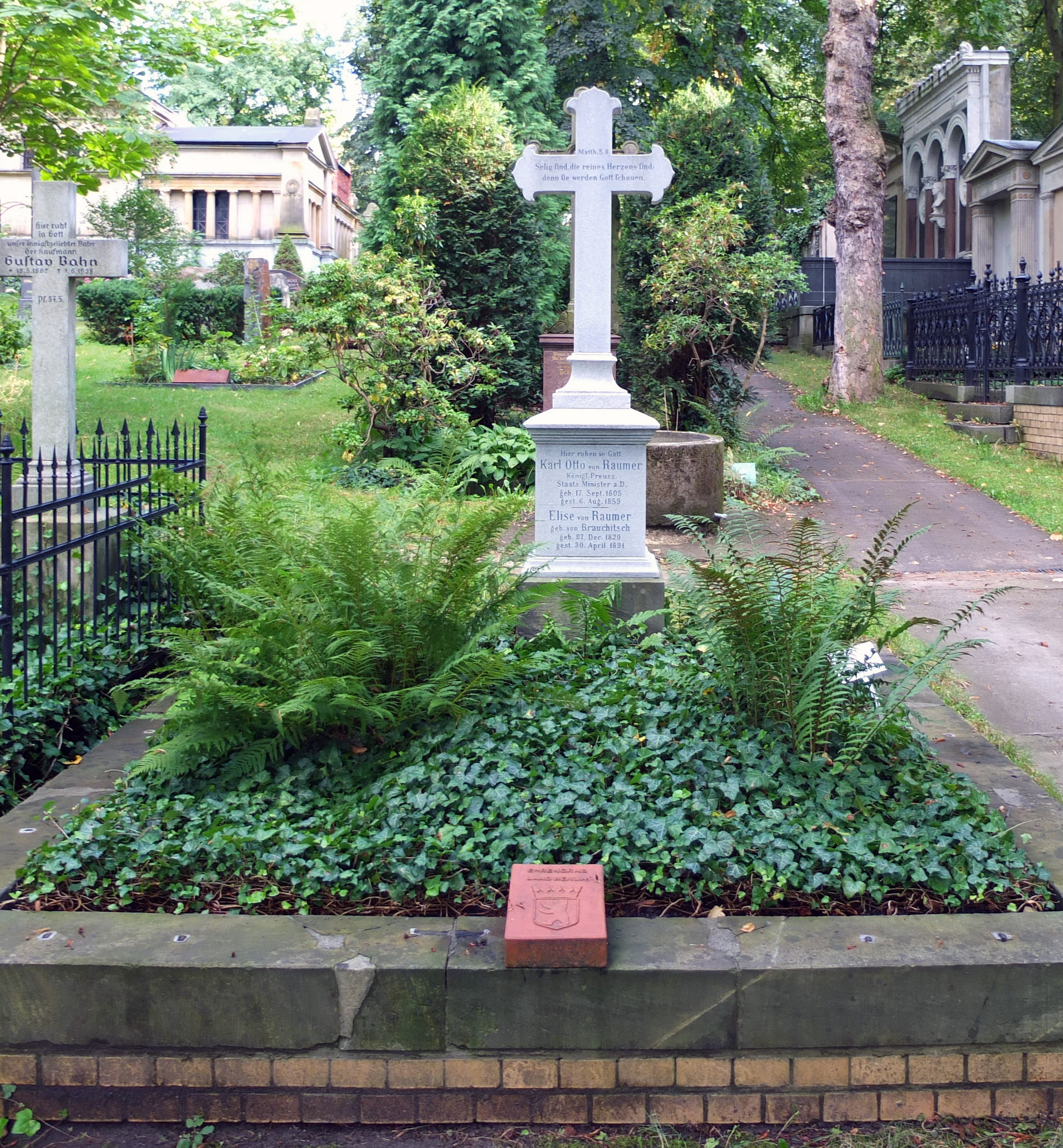
Grabstätte auf dem Alten St.-Matthäus-Kirchhof in Berlin

Karl Otto von Raumer ist auf dem Alten St.-Matthäus-Kirchhof in Berlin-Schöneberg bestattet. Sein Grab war bis zum Jahr 2017 als Ehrengrab der Stadt Berlin gewidmet.

## Familie
Karl Otto von Raumer war verheiratet mit Elise Wilhelmine Clementine von Brauchitsch (1820–1891), Tochter des preußischen Generals der Infanterie Eduard von Brauchitsch. Er hinterließ drei Söhne und vier Töchter:
- Karl Albrecht Eduard (* 17. Januar 1842; † 21. September 1876), Gerichtsassessor
- Rudolf Heinrich (* 7. August 1843; † 17. Juni 1882), Landrat
- Anna Elisabeth (* 3. Juni 1845) ⚭ 1870 Rudolf von Wedell († 27. Dezember 1890), preußischer Rittmeister
- Marie Charlotte Elisabeth (* 21. November 1846; † 15. Juli 1885) ⚭ 1869 Albert von Oertzen, preußischer Rittmeister
- Eduard Bernhard Friedrich (* 26. Mai 1846; † 26. Januar 1871), preußischer Leutnant
- Elisabeth Luise Hedwig (* 6. Juni 1852; 12. August 1888) ⚭ 1870 Georg von Hagen († 2. August 1898), Oberstleutnant, Kommandeur des Dragoner-Regiment Nr.11
- Agnes Berta Elisabeth (* 25. März 1856)

## Ehrungen
Die Raumerstraße im Berliner Stadtteil Prenzlauer Berg ist nach Karl Otto von Raumer benannt.